# Geothlypis poliocephala
El chipe de pico grueso (Geothlypis poliocephala), también conocido como mascarita coronigrís o bijirita de coronilla gris, es un ave americana de la familia Parulidae cuya área de distribución se extiende desde los Estados Unidos hasta Panamá.

## Hábitat
Se encuentra en Belice, Costa Rica, El Salvador, Guatemala, Honduras, México, Nicaragua, Panamá y los Estados Unidos. Su hábitat natural son subtropical o tropical húmedo, zonas de arbustos y muy antiguos bosques degradados.

## Variedades
- Geothlypis poliocephala caninucha Ridgway, 1872
- Geothlypis poliocephala icterotis Ridgway, 1889
- Geothlypis poliocephala palpebralis Ridgway, 1887
- Geothlypis poliocephala poliocephala S. F. Baird, 1865
- Geothlypis poliocephala pontilis (Brodkorb, 1943)
- Geothlypis poliocephala ralphi Ridgway, 1894
- Geothlypis poliocephala ridgwayi (Griscom, 1930)[2]

## Nombre común
- Español:chipe de pico grueso, bijirita de coronilla gris
- Inglés: Grey-crowned Yellowthroat·